# Skjervet Station
Skjervet Station (Skjervet stoppested) var en jernbanestation på Hardangerbanen, der lå ved søen Moavatnet i Granvin kommune i Norge.
Stationen åbnede 1. april 1935, da banen blev taget i brug. Den blev nedgraderet til trinbræt 1. juli 1956. Persontrafikken på banen blev indstillet 2. juni 1985, og 1. marts 1988 blev den nedlagt.
Stationsbygningen blev opført i 1935 efter tegninger af NSB Arkitektkontor. Der var tale om en spejlvendt udgave af den tilsvarende bygning på Mønshaug Station.